# Benedikt VII.
Benedikt VII. (* in Rom; † 10. Juli 983 in Rom) war Papst von 974 bis 983. Er war als Sohn Deodats der Enkel von Alberich II. von Spoleto und Neffe Johannes’ XII. Er wurde der vierte Papst aus dem Geschlecht der Grafen von Tusculum.
Benedikt war Bischof von Sutri und wurde 974 Nachfolger des von dem Gegenpapst Bonifatius VII. ermordeten Benedikt VI. Er wurde auf Betreiben Ottos II. gewählt, vor dem Bonifatius VII. nach Byzanz geflohen war. Eine Synode verdammte Ende 974 in Rom den Flüchtigen und bestätigte auf Antrag des Erzbischofs Adalbero von Reims die bereits 948 erfolgte Absetzung des Bischofs Theobaldus von Amiens. Es wird angenommen, dass die Beschlüsse der Synode nach Byzanz mitgeteilt worden sind.
Benedikt förderte die Kirchenreform und die Missionierung der Slawen. Beeinflusst vom Kloster Cluny führte er diese innerkirchliche Reform durch und verdammte unter anderem die Simonie. Er starb am 10. Juli 983 und wurde in der Kirche zum hl. Kreuz von Jerusalem in Rom beigesetzt.